# La Grange (Doubs)
La Grange ist eine französische Gemeinde mit 97 Einwohnern (Stand: 1. Januar 2022) im Département Doubs in der Region Bourgogne-Franche-Comté.

## Geographie
La Grange liegt auf 705 m, sechs Kilometer östlich von Sancey-le-Grand und etwa 27 Kilometer südsüdwestlich der Stadt Montbéliard (Luftlinie). Das Dorf erstreckt sich im Jura, auf dem Hochplateau von Belleherbe, das sich zwischen dem Becken von Sancey (Vallon de Sancey) und dem Tal des Dessoubre ausdehnt, am Südfuß des Mont de Fonteny. Das Gemeindegebiet gehört zum Regionalen Naturpark Doubs-Horloger.
Die Fläche des 6,16 km² großen Gemeindegebiets umfasst einen Abschnitt des französischen Juras. Der Hauptteil des Gebietes wird vom Hochplateau von Belleherbe eingenommen, das durchschnittlich auf 700 m liegt und überwiegend von Wiesland bestanden ist. Das Plateau besitzt keine oberirdischen Fließgewässer, weil das Niederschlagswasser im verkarsteten Untergrund versickert. Die Hochfläche wird im Süden, Osten und Norden von Anhöhen umgeben, welche die Gemeindegrenze markieren. Im Osten erstreckt sich das Gemeindeareal auf die Ausläufer des Montaigu (800 m), im Norden auf den Höhenrücken des Mont de Fonteny, auf dem mit 841 m die höchste Erhebung von La Grange erreicht wird.
Nachbargemeinden von La Grange sind Rosières-sur-Barbèche im Norden, Froidevaux im Osten, Belleherbe im Süden sowie Provenchère im Westen.

## Geschichte
Im Mittelalter gehörte La Grange zum Herrschaftsgebiet von Belvoir. Zusammen mit der Franche-Comté gelangte das Dorf mit dem Frieden von Nimwegen 1678 an Frankreich.

## Sehenswürdigkeiten

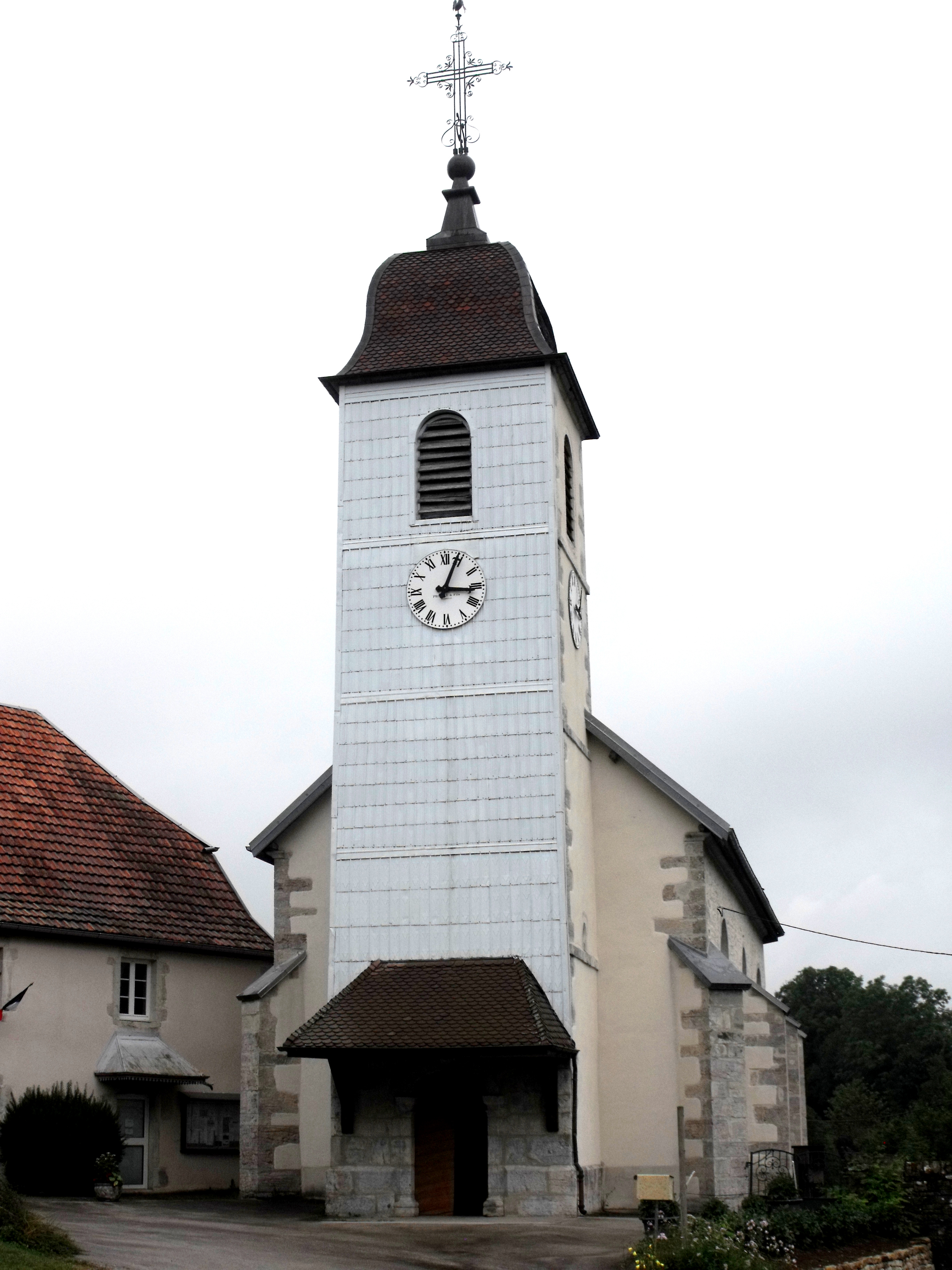
Kirche Saint-Sébastien

Die heutige Dorfkirche Saint-Sébastien wurde von 1787 bis 1795 im klassischen Stil an der Stelle einer früheren Kapelle erbaut. Von 1835 stammt der Calvaire.

## Bevölkerung
| Jahr                       | 1962 | 1968 | 1975 | 1982 | 1990 | 1999 | 2005 | 2016 |
| Einwohner                  | 88   | 78   | 76   | 68   | 66   | 75   | 76   | 93   |
| Quellen: Cassini und INSEE |      |      |      |      |      |      |      |      |

Mit 97 Einwohnern (Stand 1. Januar 2022) gehört La Grange zu den kleinsten Gemeinden des Départements Doubs. Nachdem die Einwohnerzahl in der ersten Hälfte des 20. Jahrhunderts markant abgenommen hatte (1881 wurden noch 214 Personen gezählt), wurden seit Mitte der 1960er Jahre nur noch geringe Schwankungen verzeichnet.

## Wirtschaft und Infrastruktur
La Grange war bis weit ins 20. Jahrhundert hinein ein vorwiegend durch die Landwirtschaft (Milchwirtschaft und Viehzucht, Ackerbau) geprägtes Dorf. Außerhalb des primären Sektors gibt es nur wenige Arbeitsplätze im Dorf. Einige Erwerbstätige sind auch Wegpendler, die in den umliegenden größeren Ortschaften ihrer Arbeit nachgehen.
Die Ortschaft liegt abseits der größeren Durchgangsstraßen. Die Hauptzufahrt erfolgt von der Departementsstraße, die von Sancey-le-Grand nach Maîche führt. Weitere Straßenverbindungen bestehen mit Froidevaux und Belleherbe.